# Мелихов, Александр Андреевич
Алекса́ндр Андре́евич Ме́лихов (род. 23 марта 1998, Новокузнецк, Кемеровская область, Россия) — российский футболист, вратарь клуба «Арсенал» (Тула).

## Карьера

### Клубная
Воспитанник футбольного клуба «Металлург» Новокузнецк. В 2013—2014 годах выступал за второй состав команды в чемпионате Кемеровской области. На сезон 2014/15 был заявлен за основной состав «Металлурга» в первенстве ПФЛ, однако на поле не выходил. Дебютировал в основной команде в сезоне 2015/16: 13 октября 2015 вышел на замену в матче с «Сибирью-2». Всего осенью 2015 года сыграл в двух матчах «Новокузнецка», в которых пропустил 5 голов. Зимой 2016 года клуб снялся с первенства.
Перед началом сезона 2016/17 перешёл в футбольный клуб «Томь» и начал выступать за молодёжную команду, где стал основным голкипером. Зимой был переведён в основной состав команды после того, как из-за финансовых проблем клуб покинуло большое количество футболистов. 3 марта 2017 года в матче против «Ростова» дебютировал в РФПЛ, пропустив шесть мячей. Всего в сезоне 2016/17 сыграл в семи матчах чемпионата России. Первый «сухой» матч Мелихов провёл уже в сезоне 2017/18, 26 июля против футбольного клуба «Крылья Советов», благодаря чему томской команде удалось заработать первые три очка в новом сезоне. Осенью 2017 года три матча подряд провел «на ноль». Всего в сезоне 2017/18 принял участие в 24 матчах первенства ФНЛ, в девяти из которых сумел сохранить свои ворота в неприкосновенности.
В июне 2019 года пополнил ряды «Ахмата». С 2022 года защищает цвета «Урарту», в составе которого стал чемпионом Армении и обладателем Кубка Армении. 

### В сборной
За молодёжную сборную России провёл 2 матча в 2018 году: 20 мая против сверстников из Кипра (3:0) и 11 сентября против сверстников из Сербии (1:2).

## Достижения
- Чемпион Армении: 2022/23
- Обладатель Кубка Армении: 2022/23
- Финалист Кубка Армении: 2023/24
- Бронзовый призёр первенства ФНЛ: 2018/19
- Бронзовый призёр зоны «Восток» Второго дивизиона России: 2014/15

## Клубная статистика
| Выступление      | Выступление      | Выступление      | Лига | Лига | Кубки | Кубки | Еврокубки | Еврокубки | Прочие | Прочие | Итого | Итого |
| Клуб             | Лига             | Сезон            | Игры | Голы | Игры  | Голы  | Игры      | Голы      | Игры   | Голы   | Игры  | Голы  |
| ---------------- | ---------------- | ---------------- | ---- | ---- | ----- | ----- | --------- | --------- | ------ | ------ | ----- | ----- |
| Новокузнецк      | ПФЛ              | 2015/16          | 2    | −5   | —     | —     | —         | —         | —      | —      | 2     | -5    |
| Новокузнецк      | Итого            | Итого            | 2    | −5   | —     | —     | —         | —         | —      | —      | 2     | -5    |
| Томь             | РПЛ              | 2016/17          | 7    | −24  | —     | —     | —         | —         | —      | —      | 7     | -24   |
| Томь             | ФНЛ              | 2017/18          | 24   | −31  | 1     | 0     | —         | —         | —      | —      | 25    | -31   |
| Томь             | ФНЛ              | 2018/19          | 15   | −11  | —     | —     | —         | —         | 0      | 0      | 15    | -11   |
| Томь             | Итого            | Итого            | 46   | −66  | 1     | 0     | —         | —         | 0      | 0      | 47    | -66   |
| Ахмат            | РПЛ              | 2019/20          | 1    | −4   | 0     | 0     | —         | —         | —      | —      | 1     | -4    |
| Ахмат            | РПЛ              | 2020/21          | 0    | 0    | 1     | −1    | —         | —         | —      | —      | 1     | -1    |
| Ахмат            | РПЛ              | 2021/22          | 1    | −2   | 2     | −1    | —         | —         | —      | —      | 3     | -3    |
| Ахмат            | Итого            | Итого            | 2    | −6   | 3     | −2    | —         | —         | —      | —      | 5     | -8    |
| Урарту           | АПЛ              | 2022/23          | 22   | −15  | 2     | −1    | —         | —         | —      | —      | 24    | -16   |
| Урарту           | АПЛ              | 2023/24          | 5    | −6   | 0     | −0    | 4         | −9        | —      | —      | 9     | -15   |
| Урарту           | Итого            | Итого            | 27   | −21  | 2     | −1    | 4         | −9        | —      | —      | 33    | -31   |
| Всего за карьеру | Всего за карьеру | Всего за карьеру | 77   | −98  | 6     | −3    | 4         | −9        | 0      | 0      | 87    | -110  |